# 静岡籠上テレビ中継局
静岡籠上テレビ中継局（しずおかかごうえテレビちゅうけいきょく）は、静岡県静岡市葵区に置かれているテレビの中継局。

## 中継局概要

### デジタルテレビ放送
| リモコン キーID | 放送局名     | 物理 チャンネル | 空中線 電力 | ERP   | 放送対象地域 | 放送区域 内世帯数 | 偏波面   | 運用開始日     |
| --------------- | ------------ | --------------- | ----------- | ----- | ------------ | ----------------- | -------- | -------------- |
| 1               | NHK静岡 総合 | 30              | 300mW       | 1.25W | 静岡県       | 約1万5100世帯     | 水平偏波 | 2010年12月24日 |
| 2               | NHK静岡 教育 | 34              | 300mW       | 1.25W | 全国         | 約1万5100世帯     | 水平偏波 | 2010年12月24日 |

## 廃止された局の概要

### アナログテレビ放送
| 放送局名            | チャンネル | 空中線 電力       | ERP                 | 放送対象地域 | 放送区域 内世帯数 | 偏波面   | 運用開始日 | 放送終了日    |
| ------------------- | ---------- | ----------------- | ------------------- | ------------ | ----------------- | -------- | ---------- | ------------- |
| SDT 静岡第一テレビ  | 39         | 映像3W/ 音声750mW | 映像12W/ 音声3W     | 静岡県       | 約-世帯           | 水平偏波 | -          | 2011年7月24日 |
| SATV 静岡朝日テレビ | 41         | 映像3W/ 音声750mW | 映像11W/ 音声2.7W   | 静岡県       | 約-世帯           | 水平偏波 | -          | 2011年7月24日 |
| SUT テレビ静岡      | 43         | 映像3W/ 音声750mW | 映像12.5W/ 音声3.1W | 静岡県       | 約-世帯           | 水平偏波 | -          | 2011年7月24日 |
| SBS 静岡放送        | 45         | 映像3W/ 音声750mW | 映像12.5W/ 音声3.1W | 静岡県       | 約-世帯           | 水平偏波 | -          | 2011年7月24日 |
| NHK静岡 総合        | 47         | 映像3W/ 音声750mW | 映像11.5W/ 音声2.9W | 静岡県       | 約-世帯           | 水平偏波 | -          | 2011年7月24日 |
| NHK静岡 教育        | 49         | 映像3W/ 音声750mW | 映像11.5W/ 音声2.9W | 全国         | 約-世帯           | 水平偏波 | -          | 2011年7月24日 |

## 所在地
- 静岡市葵区西ヶ谷（標高130m地点）

## 放送エリア

### デジタルテレビ
- 静岡市葵区の一部、約1万5100世帯。

### アナログテレビ
- 静岡アナログ送信所からの電波が届きにくい葵区の賤機山西側付近をカバーしていた。

## 歴史

### デジタルテレビ
- 2010年（平成22年）11月25日 - 予備免許交付
- 2010年（平成22年）11月30日 - 試験放送開始
- 2010年（平成22年）12月22日 - 免許交付
- 2010年（平成22年）12月24日 - 放送開始

### アナログテレビ
- 2011年（平成23年）7月24日 - 正午をもって放送終了し、デジタルテレビ放送に完全移行した。

## その他
- 地上デジタルテレビ放送はNHK静岡デジタル総合・教育のみ2010年12月に置局された（当初は置局されない予定だったが、一部地域でNHK2波の難視聴が確認されたため、同年に追加して置局することが発表された。）。
- なお、NHKは前述の難視聴地域を除く地域、民放は全域が地上デジタル放送は日本平デジタルタワーまたは玉川テレビ中継局を受信する。また、当中継局がカバーするエリアで放送を受信する場合は、民放用に日本平デジタルタワー向けのアンテナも設置する必要がある[1]。ただし、地形の関係から日本平送信所の受信が困難な地域もあり、この場合は当中継局用よりも高性能のアンテナを新規設置して、玉川テレビ中継局を受信することになる。